# イ・デヨプ
イ・デヨプ（李大燁、朝鮮語: 이대엽、1935年5月10日 - 2015年2月6日）は、大韓民国の俳優、政治家、実業家。第11・12・13代韓国国会議員、民選第3・4代城南市長を歴任した。本貫は慶州李氏または陜川李氏。仏教徒。

## 経歴
日本統治時代の慶尚南道馬山府（現・昌原市）または京畿道城南市出身。慶南大学校法政大学法学科卒。ソウル大学校行政大学院、ジョージ・ワシントン大学院修了。
空軍操縦幹部3期生、女子中学校教員を経て、1950年代から1970年代までアクション映画の俳優として活動した。映画俳優協会副会長、維信自動車工業会長、文化芸術人総連合会副会長、国会予算決算特別委員会委員、議政同友会院内副総務、国会交通逓信委員会幹事、韓国国民党中央委員会議長、韓日議員連盟常任幹事、南漢山城ライオンズクラブ会長、国際ライオンズクラブ名誉総裁、第12代国会運営委員、列国議会同盟（APPU）韓国代表、韓インド議員連盟会長、第13代国会交通逓信委員長、世界民間航空協会総裁・名誉総裁、城南市長2期（民選第3・4期）を務めた。
2015年2月6日未明、ソウル市の高麗大学校九老病院で肺水腫の合併症により死去。享年80。

### 市長活動
2002年の地方選挙で城南市長に当選した。在任中、韓国で初めて小学校の全学年に無償の給食を施行した。また、韓国で初めて固定資産税率に50%の引き下げ、板橋新都市の民間分譲アパートの坪当たりの分譲価格を引き下げた。他には野塔地域への電子部品研究院の誘致、亭子地域の先端IT集積団地の造成、NHNなどの城南への誘致、城南サラン商品券の発行、ソウル空港周辺の高度制限緩和などの功績がある。
一方、河南市・広州市との合併を推進したが、市民団体と議会の反対により頓挫した。また、2009年11月、中院区の新しい市庁舎に関する豪華市庁舎論争により政治生命が大きな打撃を受けたため、2010年の地方選挙でハンナラ党の公認をもらえなかった。その後、無所属で出馬したが、李在明に17万8千票の差で敗れて落選した。

## 不祥事
2006年の城南市長選挙の時、ウリ党の李在明陣営はハンナラ党側の李大燁候補の出生地・学歴・兵役・本貫に関する詐称疑惑を提起した。李在明側の主張によると、李は昌新農業高等学校と慶南大学校の前身である海印大学の卒業生である。
市長退任後、野塔地域の団地敷地の用途変更、下請け工事での造園業者との癒着、親族などの不正が摘発され、2010年の検察による自宅押収捜査の時、時価が1千万ウォンを超えるウイスキー「ロイヤルサルート50年産」が発見されて世間の関心を集めた。2012年9月、城南市の予算を横領し、賄賂を受け取った疑いで大法院により懲役4年の刑を言い渡され収監された。2014年11月に健康の悪化により仮釈放され入院した。